# 鹊儿山镇
鹊儿山镇，是中华人民共和国山西省大同市左云县下辖的一个乡镇级行政单位。

## 行政区划
鹊儿山镇下辖以下地区：
鹊儿山矿社区、鹊儿山村、小破堡村、石墙框村、草垛沟村、胡泉沟村、代家沟村、郭奉窑村、曹家沟村、青圪塔村和丁家村。